# Emerson Nunes
Emerson Pereira Nunes, noto semplicemente come Emerson Nunes (Belo Horizonte, 21 marzo 1981), è un allenatore di calcio ed ex calciatore brasiliano, di ruolo difensore.

## Carriera

### Club
Emerson Pereira Nunes, noto semplicemente come Emerson Nunes, ha iniziato la sua carriera calcistica nelle giovanili dell'América-MG nel 2002, prima di entrare a far parte del Cruzeiro, dove ha giocato dal 2000 al 2007, accumulando 20 presenze senza segnare gol. Durante il suo periodo al Cruzeiro, è stato ceduto in prestito a diverse squadre: nel 2002 al Sergipe, nel 2003 all'América-MG e successivamente, sempre nel 2003, al Nacional, dove ha totalizzato 47 presenze e segnato 1 gol. Nel 2008, Nunes è stato trasferito in prestito all'Ipatinga, per poi giocare nel Botafogo nel 2009, collezionando 24 presenze senza segnare. La sua carriera da calciatore si è conclusa all'Avaí, dove ha giocato dal 2010 al 2011, totalizzando 20 presenze senza segnare gol. 

### Allenatore
Dopo il ritiro dal calcio giocato, nel 2014, ha intrapreso la carriera da allenatore, tornando all'Avaí per avviare la sua nuova avventura nel mondo del calcio.

## Caratteristiche tecniche
Era un difensore centrale.

## Palmarès

### Club
- Taça Guanabara: 1

2009